# Karlík a továrna na čokoládu (film)
Karlík a továrna na čokoládu (anglicky Charlie and the Chocolate Factory) je americký film z roku 2005, natočený podle stejnojmenné knihy britského autora Roalda Dahla režisérem Timem Burtonem. V hlavních rolích účinkují Johnny Depp jako Willy Wonka, Freddie Highmore jako Karlík Bucket a AnnaSophia Robbová jako Fialka Garderóbová. Hudbu složil Danny Elfman.
Snímek je druhou filmovou adaptací knihy, první je film z roku 1971 Pan Wonka a jeho čokoládovna (anglicky Willy Wonka & the Chocolate Factory).

## Děj
Karlík Bucket je malý hoch, pocházející z velice chudé rodiny. Žije v jedné malé chatrči, spolu se svými rodiči, lehce slabým dědou Pepou, mrzutým dědou Jiřím, laskavou ale křehkou babičkou Pepičkou a babičkou Jiřinkou, která mluví dost z cesty, což zapříčiňuje stáří i špatný sluch. Jediným zdrojem příjmu je otec Karlíka, který dělal v továrně na zubní pasty.
Jejich malý domek se nacházel naproti velké továrně na čokoládu, kterou vlastnil podivín Willy Wonka (Johny Depp). Ten vyrůstal s jeho přísným otcem, Wilburem Wonkou (Christopher Lee), který se živil jako zubař. Svému synu tak jakékoliv cukrátka rázně zakazoval. Vše, co si např. malý Willy vykoledoval na Helloween, mu jeho otec spálil v kamnech. Jednoho dne ale malý Willy u krbu našel jeden bonbon, který nepolapil plamen. Rozbalil jej, a ochutnal. V ten moment se Willy do sladkostí zamiloval. Tajně si neustále kupoval různé sladkosti, o kterých si vedl podrobné zápisky. Časem došel k jasnému životnímu cíli, chtěl se stát cukrářem. Když to sdělil otci, ošklivě se pohádali. Spor vyvrcholil útěkem Willyho z domu.
Willy nepostrádal důvtip a u svých cukrovinek toho řádně využíval. Díky jeho kreativním nápadům se Wonkovy cukrovinky rychle ujaly. Ze začátku měl pouze malý krámek, ale zakázek bylo stále víc, a tak se Wonka rozhodl postavit velkou továrnu na čokoládu. Ta měla ještě větší úspěch, a řadu zaměstnanců, mezi kterými byl jeden čas i Karlíkův děda Pepa. Mezi zaměstnanci se ale časem vyskytovali špehové, kteří Willymu jeho cukrovinky záviděli. Když mu tedy bylo odcizeno dost nápadů, frustrovaný Wonka poslal všechny dělníky domů s tím, že svou velkou továrnu uzavírá, a to navždy.
Poté se vydal do dalekých krajin, hledat nové chutě. Při jedné ze svých cest, našel maličké mužíky, Oompa-Loompy, kteří uctívali kakaové boby. Přitom v jejich zemi našli maximálně tři kakaové boby do roka. Wonka se rychle naučil jejich řeči, a slíbil jim, že budou mít kakaových bobů, co hrdlo ráčí, pokud půjdou pracovat k němu do továrny. Oompa-Loompové ochotně souhlasili, a Wonka získal věrné a poslušné zaměstnance. Továrna se tak znovu dala do chodu, a znovu začala sklízet vlnu úspěchu.
Časem ale Wonkovi došlo, že i on stárne. Až zemře, kdo převezme továrnu, a postará se o Oompa-Loompy, až on tu nebude? Do svých pěti různých čokolád tak ukryl zlaté kupóny. Ty opravňovaly dítě s jedním z členů jeho rodiny vstoupit do Wonkovy továrny. Kupóny postupně získali tlustý Němec August Gdoule, rozmazlená Veruka Saltini, namyšlená Fialka Garderóbová a televizní maniak Miki Telekuk. O kupón se snažil i Karlík. Čokoládu dostával pouze jednou do roka, a to na narozeniny. Jelikož je ale měl už za týden, rodiče mu koupili dárek s předstihem. Kupón v něm ale nebyl. Zklamán byl hlavně děda Pepa, který si tuze přál, ještě jednou v životě vstoupit do oné továrny. Karlík si z neúspěchu hlavu nedělal a o čokoládu se rozdělil se zbytkem rodiny. Později ale podal děda Pepa Karlíkovi svou rezervu, peníz. Ten mu dal a poslal ho pro čokoládu. Spolu zkusili štěstí ještě jednou. Ani tentokrát to ale nevyšlo. A když se říkalo, že v Rusku byl nalezen poslední zlatý kupón, lámal Karlík nad svou nadějí pomalu hůl. Ukázalo se ale, že nalezený kupón v Rusku byl padělek. Při jedné cestě Karlíka domů, našel ve sněhu ležet bankovku. Popadl jí, vrazil do prvního krámu, a koupil si ještě jednu Wonkovu čokoládu. K jeho radosti v ní opravdu našel zlatý kupón. Lidé se ho snažili uplácet, aby jim kupón dal. Karlíka ochránil majitel obchodu. Ten mu nařídil, ať kupón nedává z ruky, a hned běží domů.
Když doma sdělil onu radostnou novinu, všichni z toho měli radost. Karlík ale původně jít do továrny nechtěl. Jeho otec totiž přišel o práci. Zvýšený počet prodaných čokolád zvyšoval i výskyt zubních kazů. Firma na zubní pasty, kde pracoval Karlíkův otec, si tak mohla dovolit na nandavání víček stroj. A jeden z nich nahradil i otce Karlíka. Díky penězům z kupónu by se třeba na nějakou dobu zabezpečili, než by jeho otec našel zase práci. Děda Jiří ale Karlíkovi vysvětlil, že peněz se denně tiskne mnoho, což se o tomto zlatém kupónu říci nedá. Karlík tedy s dědou Pepou vyráží do továrny.
Při prohlídce se Wonkovi vrací vzpomínky na jeho dětství, což je pro něj těžké. Zároveň poznává jednotlivé vlastnosti možných dědiců, a právě ty nežádoucí se jim později stávají osudnými. Do konce prohlídky s Wonkou zůstane už jen malý Karlík se svým dědečkem Pepou. Willy zjišťuje, že je Karlík díky chudobě upřímný, skromný a zdvořilý, na rozdíl od ostatních dětí. Wonka měl velkou radost, že se dědicem stane právě Karlík, a předložil mu svůj návrh. Ten zněl jasně. Stane se dědicem, ale nesmí do továrny jít se svou rodinou. Rodinu bral jako břemeno, které by ho zdržovalo a rozptylovalo od podnikání. Karlík ale dost rázně Willyho odmítl. Bez rodiny odmítal odejít. To Wonku překvapilo, i ranilo. Smutně tedy odešel. Karlík ale brzy přišel na jiné myšlenky. Děda Pepa byl na tom od návštěvy Wonkovy továrny zdravotně o poznání lépe, a Karlíkův otec znovu dostal práci. Opravoval stroje, které ho předtím nahradily. Karlíkova rodina se ještě neměla lépe.
Willy zatím upadal do deprese. Cítil se hrozně, a na jeho náladě se odrážela i kvalita jeho čokolád. Nedalo mu to, a Karlíka vyhledal. Ten se mu snažil vysvětlit důležitost rodiny, Willy ale odmítal po třiceti letech svého otce navštívit. Když mu Karlík slíbil, že půjde s ním, Willy souhlasil. Vyhledali tedy dům jeho otce, kde se Willy představil jako pacient. Karlík měl zatím čas, porozhlédnout se po domě Willyho otce. Uviděl, že jeho otec si všechny cukrářské úspěchy, o kterých se psalo v novinách, vystřihoval, a rámoval na zeď. Na svého syna nezanevřel, spíš naopak. Chyběl mu. Mezitím otec pozná díky chrupu svého syna. Oba jsou dojati, a obejmou se. Po usmíření s otcem Willy zopakoval Karlíkovi jeho nabídku, stát se dědicem továrny. Chlapec přijímá s podmínkou, že si s sebou do továrny bude moci vzít svou rodinu. Willy nyní nadšeně přikyvuje, a později se stává cenným přítelem rodiny Karlíka. Film končí scénou, kde Willy šťastně večeří s Karlíkovou rodinou.

## Obsazení
| Freddie Highmore        | Karlík          |
| Johnny Depp             | Willy Wonka     |
| Christopher Lee         | Wilbur Wonka    |
| Helena Bonham Carterová | Karlíkova matka |
| Noah Taylor             | Karlíkův otec   |
| David Kelly             | Děda Pepa       |
| David Morris            | Děda Jiří       |
| Lizz Smith              | Babička Jiřinka |
| Eileen Essell           | Babička Pepička |